# Villa Elena
La Villa Elena (Вилла «Елена») est un hôtel de quatre étages situé à Yalta en Crimée. Il date du début du XXe siècle et a entièrement été refait au début du XXIe siècle. Il se trouve au n° 2 rue de l'Architecte-Krasnov et il est considéré comme le meilleur hôtel de Crimée.

## Histoire
Le marchand de Saratov, Ivan Vassilievitch Tikhomirov, achète la villa Darsana en 1907 à la femme de Grigori Miassoïedov, à l'emplacement actuel de la villa Elena. Il la démolit pour en faire un nouveau bâtiment selon les plans de l'architecte Lev Chapovalov (1873-1957), auteur entre autres des plans de la Datcha Blanche de Tchekhov, de la villa du prince Tchinguiz, ou encore du théâtre municipal de Yalta.

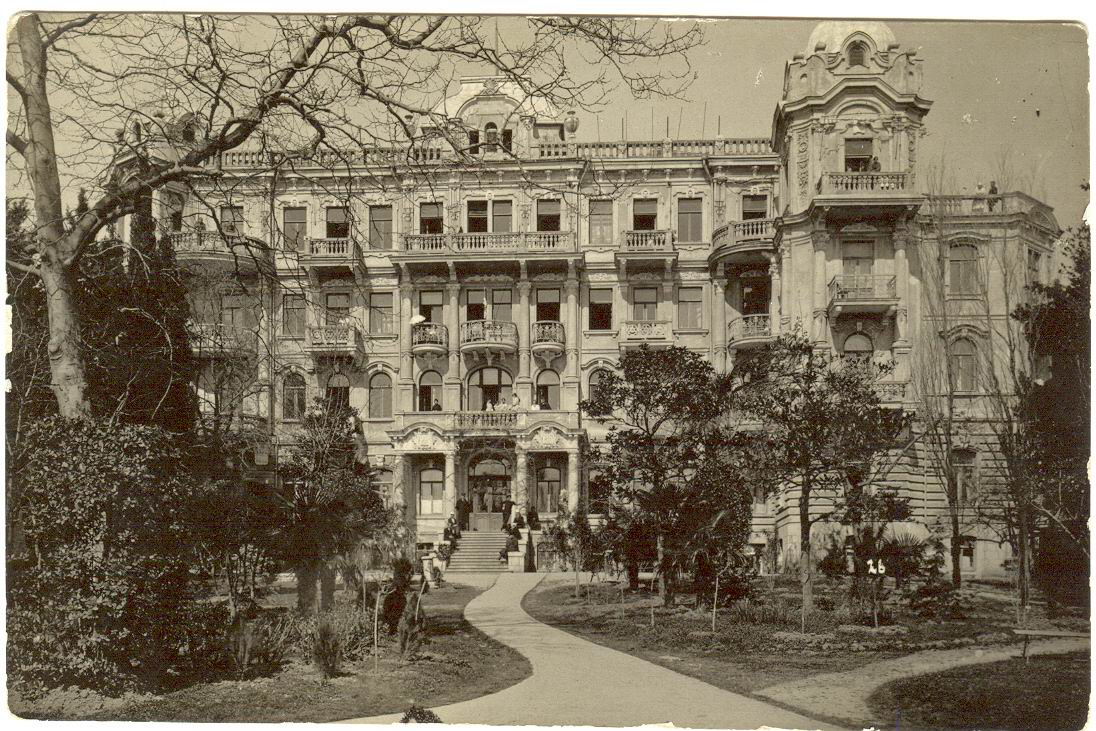
L'hôtel avant la révolution.

La construction de l'hôtel est terminée à l'automne 1912 et l'établissement inauguré le 12 septembre. L'épouse de Tikhomirov, Elizaveta Ivanovna, est aux commandes de l'hôtel. C'est alors le bâtiment le plus élevé de la ville. L'hôtel est entouré d'un parc et est doté du confort moderne, eau courante, électricité et ascenseurs. C'est ainsi que Le Guide de Crimée le décrit en 1913:
« Ce bâtiment de quatre étage construit en 1912 selon les plans de l'architecte L.N. Chapovalov est en style Modern. Il est aménagé sur le modèle des meilleurs hôtels étrangers, avec toutes les dernières améliorations et commodités qui ne sont pas disponibles dans d'autres hôtels de Yalta, telles que : ascenseur, chauffage central, eau courante dans chaque chambre, grande terrasse avec une vue magnifique sur la mer et les montagnes, grand salon, salle de lecture, bains. Toutes les chambres sont orientées plein sud avec balcon et donnent sur le grand jardin d'ornement. En raison de l'excellent emplacement de l'hôtel, il est éloigné du bruit de la ville, de la poussière et des vents. Restaurant de première classe. Les chambres sont louées au mois et au jour. Les prix sont modérés. Téléphone: n° 525. »
L'affaire de Tikhomerov fait florès. Leur fille unique, Elena (qui donne son nom à l'hôtel), se marie avec un jeune homme de la classe des bourgeois ayant terminé l'université, Fiodor Alexeïevitch Roffe-Tcherkassov, fils du propriétaire de l'établissement des bains de mer Roffe de la promenade de Yalta (aujourd'hui quai Lénine). Leur fille aînée, Tatiana, naît en 1910, la cadette, Tamara, est baptisée quatre jours après l'inauguration de la Villa Elena, le 20 septembre 1912. Cinq ans plus tard, la vie de la famille est totalement bouleversée par la révolution d'Octobre. Le pouvoir bolchévique s'installe en Crimée à l'automne 1920 et l'hôtel est confisqué par les nouvelles autorités.
En 1928, la Villa Elena devient un institut de soins pour phtisiques, l'institut Semachko.

## Aujourd'hui
À l'époque soviétique, l'ancien hôtel est un établissement de cure, puis une polyclinique municipale. Il est classé au patrimoine d'importance régionale en 1969. Il est entièrement restauré de l'an 2000 à 2007 et comprend une piscine à ciel ouvert. En 2007, la Villa Elena ouvre ses portes en tant que Villa Elena Hotel & Residences.
En 2011, l'hôtel reçoit son statut officiel d'hôtel cinq étoiles.
L'hôtel est entièrement refait et inauguré en 2012 avec trente-deux chambres de luxe dont des suites et appartements et une salle de conférence, un restaurant (Grand Terrassa) et un centre de spa.
Ces dernières années, il a reçu des délégations étrangères et nombre de célébrités, d'hommes politiques et d'hommes d'affaires. Jennifer Lopez y est descendue, ainsi que pour leurs tournées la chanteuse russe Alla Pougatcheva, Igor Kroutoï, les chanteurs Philipp Kirkorov et Valery Leontiev, ou Macha Raspoutina.